# Paladio de Saintes
Paladio, Pallais o Pallade (en latín Palladius) murió después de 596 (596-600). Es un santo de la Iglesia católica, celebrado el 6 de septiembre, aunque muerto el 7 de octubre.
Elevado a la dignidad episcopal en 573, es el noveno obispo de Saintes, la capital histórica de la antigua provincia de Saintonge. Se esfuerza por desarrollar el culto a los santos y, en particular, a Eutropio de Saintes, evangelizador y primer obispo de Saintes. Está en el origen del redescubrimiento de su sepultura, que honra de una basílica y, sobre todo, del descubrimiento de su martirio.
Varios santuarios fueron construidos o restaurados bajo su episcopado: como la catedral de Saint-Pierre, la primera basílica de Saint-Eutrope o la basílica de Saint-Martín, de la que no queda ningún vestigio.
Pallais asistió a los concilios de París en 573, y de Mâcon, en 585.
Es citado por San Gregorio Magno [Gregorio I, Ep. VI, 48] por haber erigido trece altares en su iglesia recién construida, en un momento en el que emergían la práctica de la misa privada y la construcción de altares laterales.
Se desconoce la fecha exacta de la muerte de Pallais, pero parece haber ocurrido entre 596 y 600.
Es uno de los santos de las iglesias católica y ortodoxa. Su tumba fue instalada en una basílica funeraria, antepasado de la iglesia de Saint-Pallais que perpetúa su recuerdo en Saintes.